# Culles-les-Roches
Culles-les-Roches är en kommun i departementet Saône-et-Loire i regionen Bourgogne-Franche-Comté i östra Frankrike. Kommunen ligger i kantonen Buxy som tillhör arrondissementet Chalon-sur-Saône. År 2022 hade Culles-les-Roches 200 invånare.

## Befolkningsutveckling
Antalet invånare i kommunen Culles-les-Roches
| Referens: INSEE |